# 曾镜冰
曾镜冰（1912年—1967年），又名曾毓蕃。海南省琼山县良田园村人。中华人民共和国政治人物。
早年参加革命，就读于曼谷光华中学，后赴上海美术专科学校；之后担任共青团吉安县委书记。1933年任共青团中央儿童局书记、团闽赣省委宣传部部长。1934年，改中国工农红军闽北军分区政治部主任；1935年，任闽北独立师代政委，次年兼任中共闽赣省委组织部部长。抗日战争时期，担任闽赣省抗日军政委员会副主席。1938年，任中共闽浙赣特委书记、中共福建省委书记。第二次国共内战期间，担任闽浙赣区党委、并组织澄洋暴动。1948年，发动城工部事件，导致一百多名闽浙赣地下党员死亡。1949年，兼任中国人民解放军闽浙赣人民游击纵队司令和政委，在江西遗溪地区与第二野战军陈赓兵团会师；后任中共福建省委秘书长兼福建省高级人民法院院长。中华人民共和国成立后，担任中共福建省委副书记、福建省政协主席，1956年城工部事件平反后，曾镜冰被扣上“内奸嫌疑”的帽子，并下放内地工作。文革期间被迫害致死。1983年被平反，迁葬北京市八宝山革命公墓。